# إمارة طبسران
إمارة طبسران كانت دولة ملكية مسلمة مستقلة في جنوب داغستان، وظلت قائمة من عام 1642 حتى أواخر القرن التاسع عشر. وقد نشأت كواحدة من العديد من الدول الأصغر حجمًا بعد تفكك شامخالات غازيكوموخ عام 1642. كانت تقع في وادي نهر سامور، وهو ما يتزامن تقريبًا مع المنطقة التي لا يزال شعب الطبسران يقيم فيها حتى اليوم. وقد منحها موقعها القريب من الطريق الرئيسي بين دربند وشيوان بعض الأهمية الاستراتيجية؛ وكانت الإمارة ترتبط بعلاقات ودية قديمة مع الفُرس.
كان سكان الإمارة يتألفون بشكل رئيس من الطبسريين واللزجين، بالإضافة إلى قبائل قوقازية صغيرة مثل التساخور والرتول والأغول. كان يحكم الدولة ملكان تنقسم السلطة بينهما، أحدهما يُلقب بلقب غازي والآخر بلقب معصوم. وكان بإمكانها حشد جيش قوامه 500 فارس.
انتهى استقلال الإمارة مع الغزو الروسي للقوقاز. واليوم، تُعدّ المنطقة جزءًا من جمهورية داغستان ضمن الاتحاد الروسي.